# Francisco I. Madero (Huixtla)
Francisco I. Madero es una localidad del estado mexicano de Chiapas. Es parte del municipio de Huixtla.

## Toponimia
El nombre de la localidad rinde homenaje a Francisco I. Madero, presidente de México de 1911 a 1913.

## Demografía
| Gráfica de evolución demográfica |
|                                  |

| Censo | Población |
| ----- | --------- |
| 1921  | 11        |
| 1930  | 241       |
| 1940  | 427       |
| 1950  | 407       |
| 1960  | 610       |
| 1970  | 819       |
| 1980  | 974       |
| 1990  | 1 317     |
| 2000  | 1 519     |
| 2010  | 1 804     |
| 2020  | 1 975     |